# Ettore Marchiafava

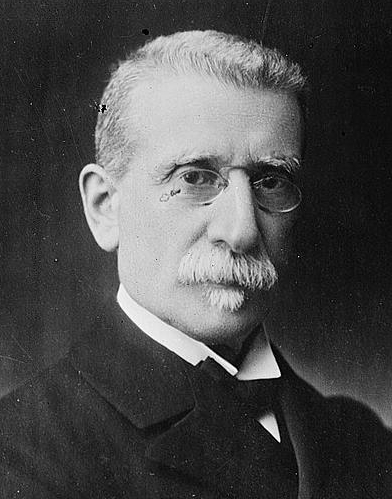
Ettore Marchiafava

Ettore Marchiafava (* 3. Januar 1847 in Rom; † 24. Oktober 1935 ebenda) war ein italienischer Mediziner, Pathologe und Neurologe.
Marchiafava studierte in Rom und wurde dort 1872 promoviert. Er war Assistent an dem Lehrstuhl für pathologische Anatomie von Tommasi Crudeli (1834–1900).
Marchiafava und Angelo Celli unterschieden 1889 die Tertiana und Quartana von schwereren Formen der Malaria.
Marchiafava wurde 1917 Professor für Medizin in Rom.
Nach Marchiafava ist die Marchiafava-Micheli-Anämie oder das Marchiafava-Micheli-Syndrom benannt, siehe Paroxysmale nächtliche Hämoglobinurie, darüber hinaus das Marchiafava-Bignami-Syndrom (Synonym: Corpus-callosum-Atrophie).
Im Jahr 1933 wurde er zum Mitglied der Leopoldina gewählt.

## Schriften (Auswahl)
- mit Giuseppe Cuboni: Nuovi studi sulla natura della malaria. Rom 1881.
- mit Angelo Celli: Weitere Untersuchungen über die Malariainfection. In: Fortschritte der Medicin, München. 1885, Nr. 3, S. 787–806. (Erste genaue Beschreibung des 1880 von Alphonse Laveran entdeckten Malaria-Plasmodiums. Hier wird zuerst der Name P. malariae verwendet.)
- Sul parasita delle febbre gravi estivo-autunnali. Rom 1889.
- mit Angelo Celli: Über die Malariafieber Roms. Berlin 1890.
- mit Amico Bignmi: Sopra un’ alterazione del corpo calloso osservata da sogetti alcoolisti. In: Riv Patol Nerv Ment. 1903, Nr. 8, S. 544–549.
- mit Amico Bignami: La infezione malarica. Mailand 1903; Neuauflage 1931.
- La perniciositè della malaria. Rom 1928.
- La credità in patologia. Turin 1930.